# サイレーン (漫画)
『サイレーン』は、山崎紗也夏による日本の漫画。『モーニング』（講談社）にて、2013年21・22合併号から2015年6号まで連載された。山崎の1年ぶりとなる本格週刊掲載で、武蔵県警機動捜査隊でバディを組む1組のカップルの警察的日常と、彼らにつきまとう謎の女の暗躍を描いたサスペンス漫画。
2015年にテレビドラマ化された。

## あらすじ
武蔵県警機動捜査隊の里見偲は同隊の猪熊夕貴と交際中だが、警察では同部署の者同士が恋愛関係になると片方が人事異動させられるという暗黙の掟があるため周囲には秘密の関係である。ある日、キャバクラで起きた変死の現場で、彼らは美しいキャバ嬢・橘カラと出会う。カラは以来、密かに夕貴に執着し、彼女の近所に住む渡公平を騙しその部屋に居候するなどしてストーキングを始める。実はカラは自殺とされた変死事件の犯人であり、猟奇殺人を犯す男を返り討ちにして殺害しつつ夕貴に接触し、盗撮事件が起きたことをきっかけに親交を深める。
カラは夕貴との関係を深めるため美容整形を通じた友人・高野乃花などを殺害し、立て続けの犯行は殺人を犯した乃花らの自殺として処理されるが、偲はシリアルキラーの犯行ではないかと推理し、カラと乃花に共通して関わる整形医・月本圭が黒幕なのではないかと疑い始める。一方でカラは夕貴が持つ天性の正義感に惹きつけられる。
偲は月本の調査を進め、彼の出入りする会員制売春クラブに潜入する。そのホステス・アイとレナから話を聞いた里見は、月本がこのクラブのオーナーで少女売春を仲介していると知る。一方、カラは夕貴の正義感への憧れのため、月本もまた少女性愛者で殺人を犯したことを指摘し「制裁」を加え、その姿を目撃した少女・田沢麻弥を襲撃する。しかしカラは高揚感を感じることができず、当初考えた通り夕貴の殺害を決心する。翌日、月本の遺体と意識不明の麻弥が発見され、無理心中と判断される。偲はクリニックの押収物の中に、月本と関わりがあるはずのカラのカルテがないことに気付く。
偲は担当医から昏睡状態の麻弥が言ったうわごとの内容を聞き、彼女を襲った者が第三者だと推理する。調査にのめりこむ偲の行動を、夕貴は浮気と誤解し不信を抱く。カラは渡にプロポーズされ、彼の心と、彼の所有する田舎の別荘を自分の計画に利用しようと考える。麻弥が生きていることが報道された直後、偲は病院で変装したカラに出会い、不審を抱く。偲がカラの尾行を始めると、カラは夕貴に、偲にストーキングされていると相談する。夕貴は身辺調査であろうと言い笑い飛ばし恋人であることを明かすが、カラの巧みな罠により夕貴の不信は決定的となり恋人たちの間には溝ができる。偲は悩むが、アイとレナの協力を得ることに成功し、彼女たちはそれぞれカラの周辺を調べる。偲はカラの別室に侵入するが、そこは異様に殺風景で血の通わない部屋で、模造の手錠や警察に関する資料などが見つかる。また、カラが過去に交際していた高槻とおるが、偲が警察官として初めて現場に入った未解決殺人事件の被害者と分かり、カラはそのことで警察に恨みを抱いているのではないかと推察する。
そんな中で夕貴はカラに未解決事件に関する相談と称して言葉巧みに連れ出されアイとともに別荘に監禁され、とおるをはじめとする、作中で起きた殺人の数々が彼女の犯行であること、自分を殺そうとする殺人者としての本性を知る。さらにカラは渡を操り、夕貴の行方を追う偲を襲撃させ重体に陥らせる。後悔に苛まれる夕貴は、カラにいたぶられながらも、彼女の自己顕示欲を読み取って誘導し、11歳で初めて犯した教師殺しに始まり、完全犯罪を犯すために知識や体力を身につけながら生きてきたこと、親友だった少女・橘カラを殺害し、その戸籍を乗っ取り顔を変えて彼女になりかわったことなどを聞く。カラはパワー誇示型のシリアルキラーで、相手を殺すことでその魅力が手に入るという妄想に取りつかれていると夕貴は判断する。間もなく偲は重体から回復し、麻弥の意識回復に伴う証言でカラの犯行は警察にも知らされる。偲はレナの協力で追跡を再開、激しい反撃を受け命の危険に晒されるが、カラは夕貴の「（カラが）本当に殺したいのはお前自身」という指摘と、整形の後遺症による肉体的痛みで力を失くしてようやく確保され、夕貴たちは救出される。
カラこと「サチ」は特異な大量殺人者として報道され時の人となり、彼女が殺害した「本物の」カラの遺体と一緒に埋められた「サチ」の毛髪が見つかり、その犯行と夕貴に語られた孤独な半生が裏付けられる。だが公判当日「サチ」は脱走し、偲の目前で夕貴をさらい逃走する。「サチ」はホテルの一室で、夕貴に自身が生まれ持った殺人への衝動をどうしたらよいのかと尋ねる。夕貴は彼女に罪を償い変わるように説得するが、「サチ」はホテルの窓から身を乗り出す。「サチ」は追ってきた偲と夕貴に捕まえられ、再び逮捕される。殺人者「サチ」がこれまでも今後もその「衝動」と戦い続けることが語られて物語は終わる。

## 登場人物
里見 偲（さとみ しのぶ）
武蔵県警機動捜査隊所属。夕貴とは相棒かつ恋人という関係にあるが、職場には秘密にしている。しかも、猪熊の父が怖いため、猪熊の家族には面会に行っていない。軟弱そうな見た目に反し、元機動隊員という過去を持つ体力自慢。寝つきが悪く、いびきをかく。ミステリー小説が好きという一面もある。留置係はまだやったことが無い。アパートに住んでいる。
猪熊 夕貴（いのくま ゆき）
武蔵県警機動捜査隊所属の巡査部長。超肉体系で無限に酒が飲める。タコが嫌い。2人の兄（タカ兄、ユウジ兄）は巡査で交番勤務、母は元婦警でミニパトに乗車、父も元警察勤務という警察一家の出身。偲とは違い、留置係はおととし経験済み。女子寮に住んでいる。
偲と同様の理由で捜査一課行きを望んでおり、恋人であると同時にライバル関係でもある。
橘 カラ（たちばな カラ）
猪熊と里見が変死体発見現場で出会ったキャバクラ嬢で、心に闇を抱える美女。夕貴に興味を持ち、事件を通じて彼女との面識を持つようになり、家を割り出す。
偲に敵対心を持っていて何かと邪魔をしたり、おとしいれるような行動をとる。

## 作中用語
県警機動捜査隊（けんけいきどうそうさたい）
通称：機捜（きそう）。最初に現場に駆けつけ他の課の刑事が来るまでの初動捜査を行う機動捜査隊。主人公たちは初動捜査にしか関わることのできない機捜には不満があり、捜査の花形である捜査一課への異動を望んでいる。
サイレンくん
武蔵野県警公式マスコット。Tシャツは猪熊家御用達である。

## 書籍情報
- 山崎紗也夏 『サイレーン』 講談社〈モーニングKC〉、全7巻
  1. 2013年9月20日発売 ISBN 978-4-06-387252-1
  2. 2013年12月20日発売 ISBN 978-4-06-387278-1
  3. 2014年3月20日発売 ISBN 978-4-06-388314-5
  4. 2014年6月23日発売 ISBN 978-4-06-388344-2
  5. 2014年9月22日発売 ISBN 978-4-06-388372-5
  6. 2014年12月22日発売 ISBN 978-4-06-388408-1
  7. 2015年3月23日発売 ISBN 978-4-06-388443-2

## テレビドラマ
『サイレーン 刑事×彼女×完全悪女』（サイレーン けいじ・かのじょ・かんぜんあくじょ）のタイトルで、2015年10月20日から12月15日まで毎週火曜22時 - 22時54分にカンテレ（関西テレビ）制作・フジテレビ系の「火曜22時枠」で放送された。松坂桃李は本作品がゴールデン・プライム帯民放連続ドラマ初主演となる。

### 企画・制作
テレビドラマ版では、原作で架空の県警とされていた主人公の職場が警視庁と設定され、オリジナルキャラクターの追加、猪熊夕貴の血縁関係や主人公カップルが半同棲している設定になるなどの変更のほかに、原作漫画と違うオリジナルの結末が描かれる。また身体能力の高い主要人物たちによるアクションシーンも見どころの一部とされた。
撮影は2015年12月7日、群馬県内の病院でクランクアップした。多く登場する警視庁内の撮影は東京メディアシティにセットを組んで行われた。

### 放送・配信
初回は21時 - 22時48分に2時間スペシャルとして放送し、別途20時59分 - 21時に放送直前の見どころ紹介番組『サイレーン 刑事×彼女×完全悪女 放送直前カウントダウン60秒』が放送された。
第2話はSMBC日本シリーズ 第3戦 「東京ヤクルト×福岡ソフトバンク」戦延長のため、75分繰り下げ、23時15分 - 翌0時9分に放送された。
またこの火曜22時ドラマシリーズの協賛社の一つであるダイハツ工業の新車「ダイハツ・キャストスタイル」とのコラボレーションによるインフォマーシャルが放送された。これは左記車種のCMイメージキャラクターに木村文乃を起用していることで実現したもので、木村自らと山口が出演しドラマの世界観をそのまま再現したオリジナルCMを番組限定放送した他、ダイハツの特設サイトでも配信された。
本作品はフジテレビオンデマンドでも放送終了後の毎週木曜日10時から有料配信された。
放送にあたっては、公式SNS（Twitter）によるPRが積極的に活用され、最終話に向けては「結末」に興味を持たせる働きかけが功を奏したとされる。公式ツイッターでは、毎週キャストをテーマにした「#今夜は桃李に守られたい」などのハッシュタグを発表し、最終話ではドラマオリジナルの結末への興味を引きつけながら、放送中にプロデューサーの河西がリアルタイムでドラマの見どころを伝えた。また、出演者たち、原作の山崎、脚本の佐藤、オープニング曲担当の［Alexandros］など、関係者が総出でハッシュタグを使用したツイート・リツイートを行って話題を提供した結果、開始当初と比較してフォロワーが6万8000人と激増、最終話放送日の15日午前0時から午後11時59分の間に「サイレーン」の単語がつぶやかれたツイートは25万9652ツイートに及んだ。ORICON STYLE調べでは、同サイトに毎週配信された関連記事はすべてアクセスランキングでトップ10入りしており、他社も含めた記事が多数配信・拡散されることで視聴者の興味が持続し、リアルタイム視聴に繋げたと分析した。

### ストーリー
ドラマ版は前述の設定変更や、カラと夕貴が一緒に楽しむスポーツがスカッシュに変更されているのを除いて第7話まで原作にほぼ忠実に作られているが、月本圭はカラによる襲撃後姿を消し、逃亡中とされる。
カラを疑い追う里見偲は第6話で罠にかかり、彼女に対する強姦未遂を働いたと誤解され、夕貴の怒りを買って別れを告げられる。カラが夕貴を監禁し語る過去では、カラの初めての殺人は14歳時に犯した計画的犯行による父親殺しであると語られる。そして殺されていなかった月本が、監禁場所にいたことが明らかになる。同時に偲はカラの故郷群馬県を調べ、家出し行方知れずの彼女の親友・十和田幸の存在を知る。
第8話からはオリジナル要素が多くなり、夕貴失踪から1か月後、偲はようやく意識を回復し、彼女を救出に向かう。格闘の末カラを拘束し、夕貴を救出した偲は、拘束を解いたカラに襲撃されるが、夕貴が拳銃で反撃しカラを射殺する。同じ夜、夕貴失踪を調べカラとの接点を知った速水は、別件容疑で別荘を家宅捜索するよう刑事課長の安藤を説得して現場に向かう。そこで一同は別荘で火災が発生しているのを発見し、建物外で倒れている偲と夕貴を救出、焼け跡からカラとみられる遺体を発見する。
入院し回復した偲は夕貴と無事を喜び合うも違和感を感じ、夕貴の母・三樹からも彼女の様子が違うと聞く。偲は整形で顔を変えたカラが、今度は夕貴の顔に再度整形したのではないかと思い至り、カラの故郷を再度訪ね、高校時代以前の幸が夕貴に瓜二つであり、ともに養女だった幸と夕貴が生き別れた双子の姉妹で、幸がカラを殺しその顔に整形した可能性にたどり着く。さらに幸が埋めたと思われる白骨遺体を発見したとき、偲の前に夕貴の顔をした幸が現れる。偲は幸の正体を見破り格闘するも、夕貴を殺したと告げられ幸を殺害しようとし地元県警に追われる身となる。
夕貴になりすました幸は保護されたが、偲と連絡を取った安藤らと夕貴の両親は彼女を泳がせ、幸は偲に追われ月本の隠れた家に逃げ込む。幸はそこに生かしていた夕貴を盾にし、彼女の眼の前で偲を殺すと告げる。偲は銃撃にもひるまず反撃し、原作における夕貴と同様に彼女の内面を指摘して発砲するが殺害はせず、ようやく戦いは終わる。逮捕された幸は自供を始め、別荘で夕貴＝幸に殺害されたのはカラの顔に整形した別の女性共犯者であったことや、累計8人の殺害などが明らかになる。後日、捜査一課行きは速水のものとなるが、偲たちはしばらくの間は機捜でバディを続けられることになり以前の日常に戻ってゆく。

### キャスト

#### 主要人物
里見 偲
演 - 松坂桃李
警視庁・本庁機動捜査隊所属。捜査一課への栄転を目指す。前職は機動隊。交番勤務時代に起きた酒屋事件では110番通報の一方が入り、自転車で真っ先に現場へ急行し機動捜査隊が到着するのを待つが機動捜査隊到着後に「貧血で倒れる」という武勇伝をもつ。猪熊夕貴との出会いはひったくり犯を捕まえて最寄りの交番に頭の上に抱えて連行した時が初めてである。
夕貴と交際しているのは、署内では秘密にしているのと夕貴の方が年上で先輩なので、二人きりでいる時以外は夕貴のことはイノさんと呼んで敬語で話していて、二人きりの時は仕事とプライベート関係無しに夕貴と呼び捨てで敬語も使っていない。
猪熊 夕貴
演 - 木村文乃（少女時代：原菜乃華）
同隊所属。里見の恋人でありながら先輩であり職場ではパートナー。彼同様捜査一課行きを望んでいる。表向きは警視庁の寮に住んでいるが、実際は里見のアパートで暮らし半同棲の状態である。
橘 カラに目をつけられ様々な罠にかかるなど悲運が続くが、最終話にて、カラ（幸）とは生き別れの双子の姉妹であったことが判明する。交番勤務の時はショートカットだった。
里見と違い、二人きりの時とそうでない時と呼び方や話し方を分けていなく、里見のことは里見君と呼んでいる。
橘 カラ
演 - 菜々緒
美貌のキャバクラ嬢。美容整形手術歴がある。高校時代に十和田 幸（とわだ さち）という友人がいたとされたが、実際には現在「橘 カラ」と名乗る彼女こそが「十和田 幸」であり、友人であった本物のカラを殺害、戸籍も奪い顔をカラの顔に変えなりすまして生きていた。
最終話では、以前から自分に生き別れの双子の姉妹がいることを知っており、夕貴の顔を見て生き別れの姉妹だと気付いたことも彼女への執着の理由であったことを明かしている。
夕貴の顔に再整形後（正確には本来の自分の顔に戻ってから）は夕貴役の木村が演じるカラ（幸）で登場して、里見や夕貴の頭の中に浮かぶカラとして菜々緒の演じるカラ（幸）が登場するパターンになっている。

#### 桜中央署
千歳 弘子（ちとせ ひろこ）
演 - 山口紗弥加
桜中央署生活安全課所属。偲たちの先輩。男勝りで、大酒のみ。里見を機捜から引き抜こうとしたことがある。里見の浮気を疑う猪熊に「里見に限ってそんなことはない」と言ったり、里見の単独捜査に極秘に手を貸すなど仲間思いでもある。
安藤 実（あんどう みのる）
演 - 船越英一郎
桜中央署刑事課長。警部。
速水 翔（はやみ しょう）
演 - 北山宏光
ドラマオリジナルキャラクター。桜中央署刑事課所属。小柄なため通称・チビデカ。里見たち同様本庁捜査一課栄転を狙い、彼らをライバル視する。捜査のネタを求めてカラと接触したため、のちに夕貴失踪の謎の一端をつかむ。最終的には捜査1課への異動が内定する。
徳永 大輔（とくなが だいすけ）
演 - 西尾宇宙
同署刑事課所属。
三宅 涼介（みやけ りょうすけ）
演 - 高田翔（ジャニーズJr.）
桜中央署池ノ橋交番→桜中央署刑事課巡査。夕貴の後輩。事件現場や被害者入院先の警備などに出動する。途中から刑事課に異動。里見と一時的にバディとなる。
雨宮 ひかる（あまみや ひかる）
演 - 岡崎紗絵
桜中央署生活安全課婦警。

#### 猪熊家
猪熊 三樹（いのくま みき）
演 - 藤吉久美子
夕貴の養母で元婦警。
猪熊 文一（いのくま ぶんいち）
演 - 大杉漣
夕貴の養父で警察官。機動隊では里見の元上司。
娘・夕貴と両親に血縁がないのはドラマ独自の設定。

#### その他
月本 圭（つきもと けい）
演 - 要潤
美容整形外科医。月本クリニック院長。
渡 公平（わたり こうへい）
演 - 光石研
デザイナー。たまたま里見の部屋が見えるマンションに住んでいたため、カラに誘導され彼女と同居する。
アイ
演 - 佐野ひなこ
3話以降に登場。会員制クラブのホステス。月本が失踪しクラブが閉店になった後は里見の協力者となる。護身用にスタンガンを持っている。
レナ
演 - 入山杏奈（AKB48）
3話以降に登場。同ホステス。アイと行動をともにする。
倉本 真理（くらもと まり）
演 - 笛木優子（第4話、第7話 - 最終話）
桜中央署管内の病院の女医。麻弥を担当する。7話以降には数々の患者を担当。

#### ゲスト

##### 第1話
孤坂 瞳（こさか ひとみ）
演 - 青山めぐ（第1話 - 第2話、第7話）
カラによる殺人被害者。キャバクラのマネージャー。
高野 乃花（たかの のはな）
演 - 足立梨花（第1話 - 第2話）
カラの整形を通じた友人。ネイルサロン勤務。
高野 乃花の同僚
演 - 夏月
ネイルサロン勤務。
山田 元子（やまだ もとこ）
演 - 由井香織
伊沢による殺人被害者。
伊沢 明弘（いざわ あきひろ）
演 - 板尾創路
タクシー運転手。白いソックスに執着する性癖を持ち、客として乗せた女性にソックスを履かせて殺害する連続殺人犯。
孤坂（こさか）
演 ‐ 野添義弘
孤坂瞳の父。

##### 第2話
江津 孝明（えづ たかあき）
演 - 岡田義徳
繁華街で無差別に刃物を振り回す通り魔事件を起こす。
キャバクラ嬢
演 - 星野あかり、七海なな
役名不明
小芝風花（江津に狙われる姉妹の妹）

##### 第3話
田沢 麻弥（たざわ まや）〈16〉
演 - 三上紗弥（第3話 - 第4話、第8話）
整形志願者の家出少女。カラにより月本に紹介される。

##### 第5話
高槻 とおる（たかつき とおる）
演 - 長澤航也
里見が交番勤務時代担当した未解決の殺人事件被害者。酒屋の息子。
とおるの父
演 - 山崎一
とおるの父。
舞川（まいかわ）
演 - 石井正則（第5話 - 第6話）
カラの店の常連客。
三河（みかわ）
演 - 西興一朗
アイにカラの情報を提供した。

##### 第6話
日比野 まひる（ひびの まひる）
演 - 中別府葵 （第6話 - 第7話、最終話）
カラと同じジムに通う女性。カラと似た体形をしており、彼女に憧れている。

##### 第7話
良子
演 - 中島亜梨沙（第7話、最終話）
カラの高校時代の友人、十和田幸の同級生。

##### 第8話
管理人
演 - 大石吾朗
夕貴の住む女子寮の管理人。
父親
演 - 加瀬信行

### スタッフ
- 原作 - 山崎紗也夏『サイレーン』（講談社モーニングKC刊）
- 脚本 - 佐藤嗣麻子
- 演出 - 本橋圭太、白木啓一郎、浜弘大、市川豊
- 助監督 - 大内隆弘、宮崎剛、片山雄一、青木敏邦
- 音楽 - 住友紀人
- 主題歌 - Anly「太陽に笑え」（Sony Music Records）[12]
- オープニング曲 - [Alexandros]「Girl A」（ユニバーサルJ / RX-RECORDS）[13]
- オープニングナレーション - 赤平大
- 警察監修 - 五社プロダクション、倉科孝靖
- アクションコーディネート - 釼持誠
- 技術協力 - バル・エンタープライズ
- 美術協力 - テレビ朝日クリエイト
- 撮影 - 内山久光、石川男志、船坂浩司
- VE - 阿部正美
- 撮影助手 - 南雲千尋
- 照明 - 森泉英男
- 照明助手 - 片瀬仁美、坂本容吾
- 音声 - 寺内大太
- 音声助手 - 中野雄一、澤田裕太朗
- 編集 - 矢野数馬
- EED - 横山将史
- MA - 湯井浩司
- 編集助手 - 二宮心太、清水茜
- MA助手 - 大沼良汰
- オープニングタイトル - 熊本直樹、石向洋祐
- 美術制作 - 秋元博
- デザイン - 杉本亮、我妻弘之
- 美術進行 - 野末晃子
- 装飾 - 井上桐文
- 小道具 - 石澤佳奈
- 美術進行助手 - 村上由季
- 装飾助手 - 小山徹
- 小道具助手 - 林蒼依
- 大道具装置 - 手塚常光
- 大道具操作 - 新木大介
- ヘアメイク - 五十嵐良恵
- ヘアメイク助手 - 原田ゆかり
- ヘアメイク - 細谷千代子（船越担当）
- 衣裳 - 齋藤ますみ
- 衣裳助手 - 中村祐実
- スタイリスト - 百瀬豪（松坂・木村担当）/多木成美（菜々緒担当）
- 編成 - 南口博孝/藤井修（CX）
- 番組宣伝 - 豊増雄、前田香久、北村友香理、川上翔子
- 広告 - 宮内覚
- WEB - 馬殿陽子
- データ放送 - 中島啓
- コンテンツ - 佐藤貴亮、狩野千彩
- リサーチ - 今井紳介
- プロデューサー - 三宅喜重、河西秀幸、平部隆明
- ラインプロデューサー - 稲葉有也
- プロデューサー補 - 米田孝、奥村麻美子
- 製作協力 - ホリプロ
- 制作著作 - カンテレ

### 受賞
- 第87回ザテレビジョンドラマアカデミー賞 助演女優賞（菜々緒）[14]
- 第2回コンフィデンスアワード・ドラマ賞 助演女優賞（菜々緒）[15][16]
- ギャラクシー賞 2015年12月度月間賞並びに第53回奨励賞受賞作品 菜々緒の演技に対して[17][18]

### 放送日程
| 各話                                                            | 放送日   | サブタイトル                         | 演出       | 視聴率 |
| --------------------------------------------------------------- | -------- | ------------------------------------ | ---------- | ------ |
| 第1話                                                           | 10月20日 | 完全悪女が僕の彼女を獲物にした       | 本橋圭太   | 12.9%  |
| 第2話                                                           | 10月27日 | 刑事vs美しき女殺人鬼…暴け黒幕の影    | 本橋圭太   | 06.3%  |
| 第3話                                                           | 11月03日 | 衝撃の新展開…美しき殺人鬼 次の犠牲者 | 白木啓一郎 | 08.6%  |
| 第4話                                                           | 11月10日 | 急展開 刑事反撃…完全悪女と熾烈な攻防 | 白木啓一郎 | 08.1%  |
| 第5話                                                           | 11月17日 | 悪女の棲家…遂に暴く正体              | 本橋圭太   | 08.5%  |
| 第6話                                                           | 11月24日 | ついに悪女が計画実行…刑事破滅の危機  | 浜弘大     | 07.3%  |
| 第7話                                                           | 12月01日 | 悪女が恋人に牙をむく…驚愕禁断の過去  | 白木啓一郎 | 08.1%  |
| 第8話                                                           | 12月08日 | ついに死闘決着…悪女の終焉恋人を救え  | 本橋圭太   | 08.9%  |
| 最終話                                                          | 12月15日 | 遂に決着…刑事vs完全悪女震撼の真相    | 本橋圭太   | 11.5%  |
| 平均視聴率 9.22% （視聴率はビデオリサーチ調べ、関東地区・世帯） |          |                                      |            |        |

### 関連商品
ホームメディア
サイレーン 刑事×彼女×完全悪女 Blu-ray BOX
2016年5月18日発売。販売元：ポニーキャニオン。本編約450分+特典映像（制作ドキュメント、初回放送直前カウントダウンなど）、初回限定版には山崎による漫画「サイレーンepisode 0」ブックレット封入。
サイレーン 刑事×彼女×完全悪女 DVD BOX
発売日ほか同上。プルポレコードより発売。

サウンドトラック
サイレーン 刑事×彼女×完全悪女 オリジナル・サウンドトラック
音楽：住友紀人。2015年12月16日、プルポレコードから発売。
| 関西テレビ（カンテレ）制作・フジテレビ系 火曜22時枠連続ドラマ | 関西テレビ（カンテレ）制作・フジテレビ系 火曜22時枠連続ドラマ | 関西テレビ（カンテレ）制作・フジテレビ系 火曜22時枠連続ドラマ |
| 前番組                                                        | 番組名                                                        | 次番組                                                        |
| ------------------------------------------------------------- | ------------------------------------------------------------- | ------------------------------------------------------------- |
| HEAT （2015年7月7日 - 9月1日）                                | サイレーン 刑事×彼女×完全悪女 （2015年10月20日 - 12月15日）   | お義父さんと呼ばせて （2016年1月19日 - 3月15日）              |